# Кривошеєнко Іван Васильович
Іва́н Васи́льович Кривоше́єнко (нар. 11 травня 1984, Прилуки) — український футболіст, півзахисник. Гравець національної збірної України з міні-футболу. У минулому — гравець молодіжної збірної України. Майстер спорту України (2006).

## Клубна кар'єра
У ДЮФЛ грав за команду футбольної школи київського клубу ЦСКА. 15 березня 2000 року у 15-річному віці дебютував у матчах на професійному рівні у грі команди ЦСКА-2 проти ФК «Львів» у першій лізі чемпіонату України. Провів у складі другої команди армійського клубу 49 ігор у першій лізі, відзначився трьома забитими голами.
Улітку 2002 року перейшов до донецького «Металурга», у складі якого грав здебільшого за другу команду. Протягом сезону 2002—2003 лише 4 рази виходив на поле у складі основної команди донецького клубу. Дебют у матчах вищої ліги чемпіонату України відбувся 3 листопада 2002 року у грі проти криворізького «Кривбаса» (перемога 2:1).
На початку наступного сезону 2003—2004 перейшов до складу маріупольського «Іллічівця».
Улітку 2011 року перейшов до полтавської «Ворскли».
У 2015—2016 роках грав за ковалівський «Колос».

## Виступи за збірні
Протягом 2005—2006 років викликався до молодіжної збірної України, провів у її складі 9 ігор.
Перебував у складі збірної під час фінальної частини молодіжного чемпіонату Європи 2006 року, по результатах якої збірна України виборола срібні нагороди, однак жодного разу у рамках матчів фінальної частини чемпіонату на поле не виходив.
У 2018 році дебютував у національній збірній України з міні-футболу у матчі проти збірної Італії на домашньому чемпіонаті Європи з міні-футболу. У останньому матчі групового раунду проти збірної Чорногорії зробив дубль.
. Після травми Едуарда Цихмейструка став капітаном збірної на Євро-2018 з міні-футболу.

## Досягнення
- Срібний призер молодіжного чемпіонату Європи 2006 року;
- Бронзовий призер чемпіонату України: 2002–2003;
- Чвертьфіналіст Чемпіонату Європи з міні-футболу: 2018.